# Pino Greco
Giuseppe "Pino" Greco (Ciaculli, Palermo, Sicilia, 4 de enero de 1952 - Ibid., septiembre de 1985) fue un asesino y miembro de alto rango de la mafia siciliana. Varias fuentes se refieren a él exclusivamente como Pino Greco; Pino es un diminutivo de Giuseppe.
Fue uno de los asesinos más prolíficos de la historia criminal proveniente del clan mafioso Greco, una importante saga familiar de Ciaculli (era un pariente lejano de Salvatore "Ciaschiteddu" Greco). Su padre también era un mafioso, apodado Scarpa, "zapato" en idioma siciliano. El apodo de Giuseppe era Scarpuzzedda, "zapatito".

## Sus inicios
Nació en 1952 en Ciaculli, una localidad periférica de Palermo. En la escuela, según los informes sobresalió en latín y griego. No se sabe con precisión cuando ingresó en la mafia, pero en 1979 ya tenía un lugar en la Comisión, que estaba gobernada por su tío, Michele Greco, jefe de Ciaculli.
La cosca de Ciaculli se alió estrechamente con los corleonesi,  y, específicamente, con sus jefes, Salvatore Riina y Bernardo Provenzano, que llegarían a dominar la mafia siciliana tras una violenta guerra.

## Trayectoria criminal
Durante la Segunda guerra de la mafia de 1981-1983, orquestada por los corleonesi, Giuseppe Greco llevó a cabo decenas de asesinatos, a menudo con su arma favorita, un AK-47. Fue condenado finalmente in absentia por 58 asesinatos, la mayoría de ellos cometidos durante la década de 1980, pero se cree que cometió al menos 80 asesinatos e, incluso, se habla de 300.
Entre los que abatió a tiros se encontraban Stefano Bontate, Salvatore Inzerillo, Pio La Torre y el general de carabinieri Carlo Alberto Dalla Chiesa. Incluso asesinó al hijo de Inzerillo de 15 años de edad después que el joven se comprometiera a vengar a su padre muerto. Se rumorea que Greco le cortó el brazo al chico antes de matarlo y que disolvió su cadáver en ácido.

En junio de 1981 fracasó en su intento de emboscar y matar al futuro pentito Salvatore Contorno. Éste logró dispararle en el pecho, pero un chaleco antibalas salvó la vida de Greco.
Raras veces trabajaba solo, sino que lideraba un grupo de asesinos, que incluía a Mario Prestifilippo, Filippo Marchese, Vincenzo Puccio, Gianbattista Pullarà, Giuseppe Lucchese, Giuseppe Giacomo Gambino y Nino Madonia. Al igual que Greco, todos ellos eran fugitivos con órdenes de arresto.
Greco trabajó sobre todo en estrecha colaboración con Filippo Marchese, jefe de la zona de Corso de Mille de Palermo y con otro cercano aliado de los corleonesi. Marchese estaba al cargo de la denominada "sala de la muerte", un escondrijo en Palermo, en algún terreno baldío donde las víctimas eran torturadas y asesinadas antes de ser arrojadas a las cubas de ácido o desmembradas para luego ser arrojadas al Mediterráneo. Según el pentito Vincenzo Sinagra, Greco ayudó a Marchese a llevar a cabo muchos asesinatos en ese escondite. Él y Marchese asesinaron a muchas víctimas juntos, colocando un trozo de cuerda alrededor del cuello de la víctima y tirando cada uno de ellos de un extremo. Sinagra dijo que, por lo general, su deber era el de sujetar a la víctima por los pies.
Él, personalmente, estranguló hasta la muerte a Rosario Riccobono, jefe de una familia de Palermo, en noviembre de 1982. Riccobono había sido un aliado de los corleonesi, pero cuando había dejado de ser útil, Riina decidió que debía ser eliminado. Invitó a Riccobono y a ocho de sus hombres a una barbacoa en la finca de Michele Greco, al final de la cual las nueve personas fueron masacradas por Giuseppe Greco y su equipo de asesinos. Ninguno de los cuerpos se encontraron nunca.
A fines de 1982, Greco asesinó a Marchese bajo las órdenes de Riina. La guerra de la mafia estaba acabando y Riina había decidido que Marchese ya no era de ninguna utilidad.
Por entonces, se creía que Greco era el segundo de la familia Ciaculli. En lugar de delegar los asesinatos a sus subordinados, continuaba tomando parte personalmente de los mismos. El 29 de julio de 1983, hicieron explosionar el coche bomba que mató al juez Rocco Chinnici  y a otras tres personas.

## Últimos años
Pino había sido uno de los más destacados de la nueva generación de mafiosos que se habían distinguido en la Segunda guerra de la mafia,  y al parecer actuaba como si fuera el jefe de Ciaculli, mientras que el jefe real, su tío Michele Greco, se encontraba oculto. También había construido un grupo de seguidores de jóvenes mafiosos que le seguían, incluso más fiel que el que habían creado los jefes corleonesi. Al parecer, Riina sintió la necesidad de reducir la fuerza de la familia de Ciaculli mediante la eliminación de sus asesinos más destacados, comenzando por Scarpuzzedda.
Con el fin de debilitar la posición de Greco, Riina ordenó la masacre de la Piazza Scaffa, en la que ocho personas murieron en el mandamento de Ciaculli. Las víctimas fueron abatidas a tiros de escopeta en un granero. Greco no fue informado como parte de una estrategia deliberada para mostrar su falta de poder efectivo sobre el territorio de su jurisdicción.
Uno de sus últimos crímenes fue cuando lideró a un extenso grupo de asesinos que emboscó y disparó mortalmente al investigador de policía Antonino Cassarà el 6 de agosto de 1985. Uno de los guardaespaldas de Cassarà también murió y otro resultó gravemente herido. 3 años antes, Cassarà había emitido un informe que preveía el arresto de 163 prominentes mafiosos, entre ellos Pino Greco, los miembros de su grupo de asesinos, y Michele Greco.

## Muerte
En algún momento de septiembre de 1985, un mes después del asesinato de Cassarà, Greco fue asesinado en su casa. Fue asesinado a balazos por sus dos compañeros mafiosos y supuestos amigos, Vincenzo Puccio y Giuseppe Lucchese, a pesar de que la orden venía de Riina, quien había presentido que Greco estaba siendo demasiado ambicioso y actuaba de forma independiente. Puccio fue capturado al año siguiente por un asesinato relacionado y también fue asesinado por orden de Riina en su celda en 1989. Lucchese fue capturado en 1990 y encarcelado por otros crímenes. La eliminación de Greco era el primero de varios asesinatos cometidos por los corleonesi con el fin de debilitar el clan de Ciaculli. En 1987, uno de los cómplices de Greco y compañero de asesinatos de Ciaculli, Mario Prestifilippo, también murió tiroteado, según se cree, por orden de Riina.
Giuseppe Greco fue condenado in absentia a cadena perpetua en el Maxi Proceso de 1986-1987 tras ser declarado culpable de 58 asesinatos, a pesar de que estaba muerto por entonces. Como una estrategia para retrasar y debilitar las reacciones de los seguidores de Pino Greco, Riina ordenó que el cuerpo fuera disuelto en ácido, mientras que a los demás miembros de la organización les aseguró que Greco estaba huido en EE. UU.. Los rumores de la muerte de Greco surgieron en 1989 por el pentito Francesco Marino Mannoia.
El hermano de Francesco, Agostino Marino Mannoia, estuvo presente en el asesinato de Greco, aunque solo en calidad de testigo; le dijo su hermano Francesco que no sabía que debía tener lugar el asesinato. Agostino dijo que estaba en el piso de abajo de la casa de Greco con otro mafioso, mientras que Pino estaba arriba hablando con Puccio y Lucchese. Después de escuchar disparos, Agostino subió corriendo las escaleras y vio a Pino tendido muerto en el suelo, y Puccio y Lucchese de pie frente a él, este último con una pistola en mano y, posteriormente, explicando que él y Puccio se habían ocupado de un problema en nombre de Riina. Agostino explicó todo esto a su hermano Francesco, y fue el asesinato de Agostino a principios de 1989 que llevó a Francesco a convertirse en un pentito.
Otro pentito que había sido uno de los amigos de Greco, Salvatore Cancemi, posteriormente dijo a los investigadores que, poco después de la muerte de Greco, Riina se había acercado a él y le había explicado: "Sabes que hemos encontrado la medicina para los trastornados?...Hemos matado a "Scarpuzzedda"; se había convertido en un loco de remate."